# Erwin Flores
Erwin Flores (Lima, 24 de mayo de 1947) es un músico, cantante, compositor, productor, escritor, matemático y físico peruano. Alcanzó notoriedad por ser el cantante y compositor de la agrupación Los Saicos, formada en 1964 y considerada por medios de prensa, especialistas y musicólogos, como la primera banda de proto-punk del mundo; con quienes editó seis discos de 45 RPM, con un total de doce canciones, con letras y música compuestas por ellos mismos. Diez de sus obras son en español y dos en inglés.

## Biografía
Erwin Alberto Flores nació en Lima, en el distrito de Breña, en 1947. Su padre fue don Luis Flores, un inmigrante chileno, fanático del Deportivo Municipal, y dueño de una imprenta en Breña. Tiene un hermano llamado Harry; quien posteriormente sería representante de Los Saicos. Flores conoció en su adolescencia a sus futuros compañeros de banda en un parque de Lince, otro barrio de la ciudad, a comienzos de 1960. Tras conocerse con César Augusto Papi Castrillón y Francisco Pancho Guevara, comenzaron haciendo música como pasatiempo. En 1962, Erwin viaja a Brasil a estudiar agronomía y para 1964, regresa a Perú con una guitarra eléctrica y las intenciones de formar una banda de rock and roll. 

### Trayectoria con los Saicos
Tras el éxito de su canción «Demolición», realizó presentaciones por todo el Perú e incluso tuvo junto a su banda, su propio programa de televisión llamado El show de Los Saicos. La banda se separó en 1966, antes de realizar una gira por Argentina. Luego de pertenecer al grupo Los Saicos; empezó su carrera como solista en 1969 y lanzó un vinilo 45 RPM, que contenía canciones como «El Mercenario» y «Un poquito de cariño» los cuales no fueron transmitidos en las radios porque decían que era muy sádica.

### Carrera y vida posterior
Tras los Saicos, ya en 1971, Flores, recibió una beca para estudiar en Estados Unidos. Flores estudiaba la carrera de Agronomía en Brasil, pero la abandonó para estudiar física y matemáticas. Consiguió las becas en el barrio latino de Washington D. C., donde gracias a Jesse Jackson, pudo lograr ir a la Pride Institute. Erwin aprendiendó el sistema hasta llegar a The American University (universidad privada) en Washington D. C. donde, según él, estudió lo que le gustaba que era Física y Matemática y no tuvo que pagar ni un centavo. Tras esto, terminó trabajando como investigador de la NASA, en el área de Washington; ciudad donde aún reside. A diferencia de sus excompañeros de banda, Erwin siguió ligado al mundo de la música, pero componiendo e interpretando diferentes estilos musicales incluyendo ritmos latinos como la salsa y la cumbia.

### Reconocimiento
En 1999 el sello español, Electro-Harmonix sacó a la venta el disco no oficial Wild Teen Punk from Perú 1965, que compilaba los seis 45s. grabados por la banda en los años 60. A los pocos meses en la escena punk de España se empezó a divulgar de que en los años 60s había existido una banda fundacional y agresiva de garage rock, que no era originaria de Estados Unidos o Inglaterra, sino del Perú y más precisamente del distrito limeño de Lince y cantaban sus propias canciones en su idioma nativo; el español.
En 2002, la revista fanzine Sótano Beat se enteraron de que un miembro de Los Saicos; aún vivía en el mismo barrio de donde provenía la banda y fue así como capturaron para una entrevista a Rolando Carpio, primera guitarra, sometiéndolo a un interrogatorio que les provocó aún más dudas. Creyeron disiparlas cuando poco después reapareció Erwin Flores, voz de la banda, y luego César Castrillón (bajo y voz) y Pancho Guevara (batería).
En 2005, falleció Rolando Carpio. Al año siguiente, la municipalidad de Lince decidió colocar una placa conmemorativa en la calle donde surgió la banda, en la cual se los reconocía como la primera banda Punk Rock del mundo; aunque algunos especialistas los consideran proto punk.  Al día siguiente, en un concierto de la banda Manganzoides en un bar de Barranco, Erwin Flores subió al escenario para entonar nuevamente, y tras cuatro décadas, su clásico tema "Demolición". Diversos medios empiezan a divulgar la noticia sobre la banda peruana precursora del punk. Y es cuando empieza nuevamente la Saicomanía por segunda vez, recibiendo tributos y homenajes tanto de bandas peruanas y extranjeras como Café Tacuba y Franz Ferdinand.
El 26 de marzo de 2010, 45 años después de su última presentación en vivo, Erwin Flores, César Castrillón y Pancho Guevara al fin se juntaron en Lima (apoyados por Chino Burga y Carlos Vidal, ambos de la banda limeña La Ira de Dios), para  interpretar «Cementerio», «Camisa de fuerza», «Ana», «El entierro de los gatos» y «Demolición». La reunión se llevó a cabo en el marco de un concierto que cerraba un conversatorio sobre rock hispanoamericano en la Asociación Peruano-Británico de Miraflores.
Posteriormente los Saicos se juntaron en Benidorm (España), en lo que sería su primera presentación fuera del Perú. Les correspondió cerrar la sexta y última edición del Funtastic Festival el día 10 de octubre de 2010, junto a bandas de España, Inglaterra, Argentina, México, etc. La acogida del público fue más que sorprendente. En ese concierto y en los siguientes contaron con el apoyo como parte de la banda de los músicos Juan "Ali" Valcárcel y Gonzalo Alcalde de la banda limeña "Los Protones".
El 19 de febrero de 2011 la banda estrenó Saicomanía, documental dirigido por Héctor Chávez y producido por José Beramendi donde se cuenta la historia de la banda. La expectativa en Lima por ver este documental y a los mismos Saicos fue tal que las entradas se agotaron a los 40 minutos de ser puestas a la venta.
En julio viajaron a México para una presentación y se habló de un posible disco.
En diciembre el grupo viajó a Argentina; (país con mayor la tradición roquera en todo el continente) algo que curiosamente casi se da en 1966, realizando dos presentaciones. Sobre el hecho de presentarse en ese país, pone en duda de que el país austral fuera el primero en popularizar el rock en español con identidad propia.
En diciembre mismo en España se publica el Diccionario de Punk y Hardcore (España y Latinoamérica) publicado por la Fundación Autor y coordinado por la editorial Zona de Obras, donde señalan a Los Saicos como pioneros del punk antes que Sex Pistols y Ramones.
El 7 de septiembre del 2013, el grupo se presentó en el Festival Lima Vive Rock organizado por la Municipalidad de Lima y donde fueron homenajeados.
Ese mismo año grabaron seis canciones en el estudio de los hermanos Cornejo del grupo de rock peruano Laghonia, incluyendo «El Mercenario» y «Un poquito de pena», e inéditas («Tu nombre en la arena» y «Viejo y enfermo»). A la fecha no se ha editado dicho material.

## Discografía
Sencillos
Con los Saicos
- Come on/Ana ( Dis-Perú, 1965)
- Demolición/Lonely star  (Dis-Perú, 1965)
- Camisa de fuerza/Cementerio  (Dis-Perú, 1965)
- Te amo/Fugitivo de Alcatraz  (Dis-Perú, 1965)
- Salvaje/El entierro de los gatos (Dis-Perú, 1965)
- Besando a otra/Intensamente  (El Virrey, 1966)

Como solista
- El mercenario/Un poquito de pena (Dinsa, 1969)

Álbum 
Como solista
- Caramelo de limón (1997)

## Videografía
- Saicomania: The World Should Know - Documental (2011) realizado por el documentarista Héctor Chávez, peruano radicado en Ámsterdam, y producido por José Beramendi.[20]